# Хейлі Мілз
Хейлі Кетрін Роуз Вів'єн Мілз (англ. Hayley Catherine Rose Vivien Mills; (18 квітня 1946 , Мерілебон, Лондон ) — британська акторка, донька Джона Мілза та Мері Хейлі Белл, сестра Джульєт Мілз, мати Кріспіана Мілза .
Акторська кар'єра Хейлі Мілз почалася в дитинстві. У 13-річному віці популярність їй принесла роль в американському фільмі « Тигрова бухта», за яку вона здобула молодіжну премію BAFTA. 1961 року роль дівчинки-сироти в диснеївському фільмі « Поліанна» принесла Мілз величезну популярність в Америці та « Оскар» у номінації « Молодіжна нагорода». У тому ж році Мілз стала володаркою « Золотого глобуса» в номінації «Нова зірка року». У 1960-і роки Мілз знялася у шести фільмах Walt Disney, всі вони мали успіх у прокаті. На цей період припав пік кар'єри Мілз — критики називали її найулюбленішою дитячою кінозіркою в Америці. Цей імідж, однак, перешкодив їй зіграти ролі в таких легендарних стрічках, як « Лоліта» та « Мис страху». Після закінчення контракту з Walt Disney Мілз повернулася до Англії, де продовжила виконувати ролі в кіно. Наприкінці 1960-х років Мілз розпочала театральну кар'єру, а наприкінці 1970-х років почала регулярно зніматися у телевізійних фільмах.
У 1980-ті роки Мілз приєдналася до Міжнародного товариства свідомості Крішни, стала вегетаріанкою та займалася пропагандою вегетаріанства. У 1971—1977 роки Мілз була одружена з режисером Роєм Боултінгом . Від цього шлюбу у неї народився син Кріспіан .

## 1946—1960рр. Ранні роки. Початок акторської кар'єри
Хейлі Мілз народилася 18 квітня 1946 року в заможному лондонському кварталі Марілебон . Вона була другою дитиною в сім'ї англійського актора Джона Мілза та драматурга Мері Хейлі Белл . У 1958 році, коли Хейлі було 12 років, Джон Мілз був запрошений на головну роль у фільмі режисера Джей Лі Томпсона «Тигрова бухта». Одного разу Томпсон прийшов додому до Мілза, маючи намір обговорити з актором майбутню роботу над фільмом. У цей час Томпсон шукав хлопчика для іншої з головних ролей у фільмі. Побачивши, як Хейлі імітувала телевізійну рекламу, Томпсон вирішив, що вона найкраще підходить для цієї ролі та запросив її для участі у фільмі.

## 1960—1965рр. Робота в Walt Disney
Гра Мілз у «Тигровій бухті» дуже сподобалася Ліліан Дісней (дружині Волта Діснея) і вона рекомендувала юну актрису на головну роль у новому диснеївському фільмі « Поліанна». Роль дівчинки-сироти Полліанни зробила Мілз суперзіркою в США і принесла їй молодіжний Оскар. У себе на батьківщині Мілз отримала номінацію на премію BAFTA за найкращу жіночу роль, але програла Рейчел Робертс .
У 1961 році Мілз з'явилася в іншій диснеївській стрічці, сімейній комедії « Пастка для батьків», де зіграла дві ролі сестер-близнючок, що окремо живуть та намагаються повернути разом розлучених батьків. За цю роль Мілз отримала номінацію на премію « Золотий глобус» у категорії « Найкраща жіноча роль у комедії або мюзиклі», але премію виграла американська акторка Розалінд Расселл . У «Пастці для батьків» Мілз виконала пісню « Let's Get Together», що стала великим хітом. Композиція, яка вийшла у вигляді синглу, піднялася до 8-го місця в Billboard Hot 100. Успіх пісні привів до запису на диснеївському лейблі Buena Vista сольного альбому Мілз під назвою Let's Get Together with Hayley Mills. До альбому увійшов другий хіт Мілз, «Johnny Jingo», що піднявся в 1962 році до 21-го місця в Billboard Hot 100.
У наступні чотири роки Мілз виконала ролі ще в чотирьох діснеївських фільмах: « У пошуках потерпілих аварію кораблів», « Літня магія», « Місячні пряхи» та « Ця дика кішка». Останні два фільми, що вийшли після початку британського вторгнення The Beatles, мали великий успіх в американському прокаті. Успіху фільмів сприяла широко висвітлена у ЗМІ зустріч Мілз з бітлом Джорджем Гаррісоном, що відбулася у квітні 1964 року. На цей період припав пік кар'єри Мілз, що стала найпопулярнішою і улюбленою дитячою актрисою в Америці. 1963 року за роль Ненсі Кері у фільмі «Літня магія» Мілз отримала свою другу номінацію на « Золотий глобус» у категорії « Найкраща жіноча роль у комедії або мюзиклі», але премія дісталася Ширлі Маклейн за її роль у стрічці « Ніжна Ірма».
На додачу до фільмів з Walt Disney, Мілз знялася в таких стрічках, як « Свисни за вітром» (екранізації однойменної книги її матері Мері Хейлі Белл), « Уся правда про весну» (у цьому фільмі роль її батька зіграв Джон Мілз) та « Крейдяний садок». За роль Кеті Босток у стрічці «Свисни за вітром», Мілз отримала свою другу (і поки що останню) номінацію на премію BAFTA за найкращу жіночу роль, але програла Дорі Браян .
У 1960 році Стенлі Кубрик запропонував Мілз роль Лоліти у своїй екранізації роману Володимира Набокова . Однак Мілз змушена була відмовитися від пропозиції. Зробила вона це під тиском батька Джона Мілза та Волта Діснея, який вважав цю роль неналежною для дитячої зірки сімейних диснеївських фільмів. 1962 року контракт з Walt Disney не дозволив Мілз знятися в іншому «неналежному» фільмі з педофілічним ухилом — « Мис страху». Режисер стрічки Джей Лі Томпсон вибрав Мілз на роль Ненсі — малолітньої доньки адвоката Сема Боудена (Грегорі Пек), переслідуваної насильником Мексом Кеді (Роберт Мітчем), що вийшов з в'язниці, відсидів 8 років за зґвалтування неповнолітньої.

## 1966—1975рр. Кінокар'єра після Walt Disney
Незабаром після закінчення контракту з Disney в 1965 році, Мілз знялася в комедії « Біда з ангелами», в якій іншу головну роль зіграла американська актриса Розалінд Расселл. Потім Мілз повернулася до Англії, де у 1966 році виконала головну роль у фільмі « Дівчина-циганка». Режисером фільму був батько Хейлі, а автором сценарію її мати. Того ж року Джон Мілз і режисер Рой Боултінг умовили Хейлі знятися в комедійній стрічці з еротичним ухилом « Справи сімейні». Музику до фільму написав Пол Маккартні, а аранжування зробив бітловський продюсер Джордж Мартін. 1967 року, разом з відомим індійським актором Шаші Капуром, Мілз зіграла головну роль у фільмі « Хороша Поллі», знімання якого пройшли в Сінгапурі . З'явившись у південноафриканському фільмі The Kingfisher Caper у 1975 році, Мілз кілька років не знімалася у кіно.

## Кар'єра на телебаченні
У 1981 році Мілз повернулася до акторської роботи, виконавши роль у британському телесеріалі The Flame Trees of Thika, знятого за мотивами мемуарів Елспет Хакслі, які розповідають про її життя на кавовій фермі в колоніальній Східній Африці . Телесеріал та гра Мілз отримали позитивні відгуки критиків, що надихнуло Мілз на подальшу акторську роботу. Вона повернулася до США, де з'явилася у двох епізодах серіалу « Човен кохання» та виступила як наратор в одній із серій популярного телесеріалу « Чудовий світ Діснея».
У 1986 році Мілз знову зіграла роль сестер-близнючок у знятих для телебачення сиквелах фільму «Пастка для батьків»: «Пастка для батьків II», «Пастка для батьків III» і «Пастка для батьків: медовий місяць на Гаваях». Наприкінці 1980-х років Мілз зіграла головну роль в спродюсованому Disney Channel молодіжний ситкомі «Доброго ранку, міс Блісс». На знак визнання заслуг Хейлі Мілз в роботі з Walt Disney, компанія в 1998 році удостоїла актрису престижної премії Disney Legends.
У документальному фільмі Sir John Mills' Moving Memories, що вийшов у 2000 році, Мілз розповіла про своє дитинство. З 2007 року вона знімається у британському телесеріалі « Дикі серцем».

## Театральна кар'єра
У 1966 році Мілз дебютувала на сцені у Вест-Енді, в театральній постановці «Пітера Пена». 1991 року Мілз зіграла роль Анни Леонуенс в австралійській постановці мюзиклу «Король і я». У 2000 році відбувся її дебют на нью-йоркській сцені, в п'єсі Ноела Коварда «Suite in Two Keys».

## Особисте життя
У 1966 році, під час знімання фільму «Справи сімейні», двадцятирічна Мілз познайомилася з режисером Роєм Боултінгом, який був старший за неї на 32 роки. Пізніше між ними зав'язався роман. У 1971 році вони одружилися і жили в лондонському районі Кенсінгтон. Від цього шлюбу в 1973 році у Мілз народився син Кріспіан, пізніше здобув популярність як лідер психоделічної рок-групи Kula Shaker.
У 1975 році Мілз познайомилася у Вест-Енді з британським актором Лі Лоусоном. У 1976 році Мілз народила від Лоусона сина Джейсона, а в 1977 році розлучилася з Роєм Боултінгом.
Коли на початку 1980-х років роман добіг кінця, Лоусон одружився з англійською фотомоделлю Твіггі, а Мілз знайшла втіху в індуїзмі. Вона приєдналася до Міжнародного товариства свідомості Крішни і разом зі своїм сином Кріспіаном здійснювала паломництва до Вріндавана та інших святих місць кришнаїтів в Індії. У себе на батьківщині Мілз зайнялася пропагандою вегетаріанства, написавши, зокрема, передмову до опублікованої в 1984 році кришнаїтської кухонної книги The Hare Krishna Book of Vegetarian Cooking, яка розійшлася мільйонними тиражами. До кінця 1990-х років Мілз була вегетаріанкою, потім стала пескетаріанкою.
Наприкінці 1980-х — 1990-і роки Мілз зустрічалася з рок-музикантом Маркусом Маклейном, лідером нью-йоркської психоделічної рок-групи Objects of Desire (у цьому колективі на початку своєї музичної кар'єри грав її син Кріспіан Мілз). Маклейн був молодшим за Мілз на 16 років і був кришнаїтом за віросповіданням. У 1988 році Мілз разом з Маклейном видала книгу My God («Мій Бог») — збірка, до якої увійшли есе ряду знаменитостей, що оповідають про свої релігійні вірування (або відсутність таких). За даними на 2012 рік зустрічалася з американським актором індійського походження Фірдусом Бамджі.
У квітні 2008 року у Мілз виявили рак молочної залози, від якого вона змогла вилікуватися.

## Фільмографія
| Рік  |   | Українська назва                             | Оригінальна назва                                | Роль                                                          |
| ---- | - | -------------------------------------------- | ------------------------------------------------ | ------------------------------------------------------------- |
| 1959 | ф | Тигрова бухта                                | Tiger Bay                                        | Джиллі / Gillie                                               |
| 1960 | ф | Полліанна                                    | Pollyanna                                        | Полліанна / Pollyanna                                         |
| 1961 | ф | Пастка для батьків                           | The Parent Trap                                  | Сьюзен Еверс/Шерон Маккендрік / Susan Evers/Sharon McKendrick |
| 1961 | ф | Свисни за вітром                             | Whistle Down the Wind                            | Кеті Босток / Kathy Bostock                                   |
| 1962 | ф | У пошуках потерпілих аварію корабля          | In Search of the Castaways                       | Мері Грант / Mary Grant                                       |
| 1963 | ф | Літня магія                                  | Summer Magic                                     | Ненсі Кері / Nancy Carey                                      |
| 1964 | ф | Крейдяний сад                                | The Chalk Garden                                 | Лорел / Laurel                                                |
| 1964 | ф | Месячні пряхи                                | The Moon-Spinners                                | Нікі Ферріс / Nikky Ferris                                    |
| 1965 | ф | Вся правда про весну                         | The Truth About Spring                           | Спрінг Тайлер / Spring Tyler                                  |
| 1965 | ф | Ця дика кішка                                | That Darn Cat!                                   | Патті Рандал / Patti Randall                                  |
| 1966 | ф | Дівчина-циганка                              | Sky West and Crooked / Gypsy Girl                | Брайді Уайт / Brydie White                                    |
| 1966 | ф | Біда з ангелами                              | The Trouble with Angels                          | Мері Кленсі / Mary Clancy                                     |
| 1966 | ф | Мрійник                                      | The Daydreamer                                   | Маленька русалка (озвучка) / The Little Mermaid (voice)       |
| 1966 | ф | Справи сімейні                               | The Family Way                                   | Дженні Фіттон / Jenny Fitton                                  |
| 1967 | ф | Хорошенька Поллі                             | Pretty Polly/A Matter of Innocence               | Поллі Барлоу / Polly Barlow                                   |
| 1968 | ф | Розхитовані нерви                            | Twisted Nerve                                    | Сьюзен Харпер / Susan Harper                                  |
| 1970 | ф | Наприклад, така як ти                        | Take a Girl Like You                             | Дженні Банн / Jenny Bunn                                      |
| 1971 | ф | Містер Форбуш та пінгвіни                    | Mr. Forbush and Penguins / Cry of the Penguins   | Тара Сент-Джон Лук / Tara St. John Luke                       |
| 1972 | ф | Нескінченна ніч                              | Endless Night                                    | Фенелла "Еллі" Томсен / Fenella 'Ellie' Thomsen               |
| 1974 | ф | What Changed Charley Farthing                | What Changed Charley Farthing / The Bananas Boat | Дженні / Jenny                                                |
| 1974 | ф | Смертельні незнайомці                        | Deadly Strangers                                 | Белле Адамс / Belle Adams                                     |
| 1974 | ф | Тіллер                                       | Thriller                                         | Саманта Міллер / Samantha Miller                              |
| 1975 | ф | The Kingfisher Caper                         | The Kingfisher Caper                             | Трейсі / Tracy                                                |
| 1979 | ф | Човна кохання                                | The Love Boat                                    | Ширлі Тайсон / Shirley Tyson                                  |
| 1980 | ф | Човна кохання                                | The Love Boat                                    | Лейла Стенхоуп / Leila Stanhope                               |
| 1981 | ф | The Flame Trees of Thika                     | The Flame Trees of Thika                         | Тіллі Грант / Tilly Grant                                     |
| 1983 | ф | Невигадані історії                           | Tales of the Unexpected                          | Клер Хауксворт / Claire Hawksworth                            |
| 1985 | ф | Човна кохання                                | The Love Boat                                    | Дайан Типтон / Dianne Tipton                                  |
| 1986 | ф | Пастка для батьків II                        | The Parent Trap II                               | Сьюзен Кері/Шерон Ферріс / Susan Carey/Sharon Ferris          |
| 1986 | ф | Вона написала вбивство                       | Murder, She Wrote                                | Синтія Тейт / Cynthia Tate                                    |
| 1986 | ф | Дивні історії                                | Amazing Stories                                  | Джоан Сіммонс / Joan Simmons                                  |
| 1987 | ф | Доброго ранку, міс Блісс                     | Good Morning, Miss Bliss                         | Міс Кері Блісс / Miss Carrie Bliss                            |
| 1988 | ф | Побачення зі смертю                          | Appointment with Death                           | Міс Квінтон / Miss Quinton                                    |
| 1989 | ф | Пастка для батьків III                       | The Parent Trap III                              | Сьюзен Еверс/Шерон Гренд / Susan Evers/Sharon Grand           |
| 1989 | ф | Пастка для батьків: Медовий місяць на Гаваях | The Parent Trap: Hawaiian Honeymoon              | Сьюзен Уайєтт/Шерон Еверс / Susan Wyatt/Sharon Evers          |
| 1990 | ф | Back Home                                    | Back Home                                        | Місіс Пеггі Дікінсон / Mrs. Peggy Dickinson                   |
| 1991 | ф | Після опівночі                               | After Midnight                                   | Селлі Райан / Sally Ryan                                      |
| 1994 | ф | Тролль у Центральному парку                  | A Troll in Central Park                          | Хіларі (озвучення) / Hilary (voice)                           |
| 2000 | ф | Sir John Mills' Moving Memories              | Sir John Mills' Moving Memories                  | в ролі самої себе / Herself                                   |
| 2004 | ф | 2BPerfectlyHonest                            | 2BPerfectlyHonest                                | Террі / Terri                                                 |
| 2005 | ф | Stricken                                     | Stricken                                         | Хілді / Hildy                                                 |
| 2006 | ф | Pola Negri: Life is a Dream in Cinema        | Pola Negri: Life is a Dream in Cinema            | в ролі самої себе / Herself                                   |
| 2007 | ф | Дикі серцем                                  | Wild at Heart                                    | Каролін Де Плессі / Caroline Du Plessis                       |
| 2010 | ф | Mandie and the Cherokee Treasure             | Mandie and the Cherokee Treasure                 | Мері Елізабет Тафт / Mary Elizabeth Taft                      |
| 2011 | ф | Мій маленький янгол                          | Foster                                           | Місіс Ландж / Mrs Lange                                       |
| 2014 | с | Убивства в Мідсомері                         | Midsomer Murders                                 | Ліззі Торнфілд в епізоді "Дикий урожай"                       |
| 2014 | с | Жити далі                                    | Midsomer Murders                                 | Медж / Madge в епізоді "Медж"                                 |
| 2019 | с | Пітчинг                                      | Pitching In                                      | Іона / Iona в епізоді "Дикий урожай"                          |
| 2021 | ф | Останній потяг до Різдва                     | Last Train to Christmas                          | Іона / Iona (головний акторський склад / Main cast)           |
| 2022 | с | Примус                                       | Compulsion                                       | Конні / Connie (головний акторський склад / Main cast)        |
| 2024 | ф | Западня                                      | Trap                                             |                                                               |

## Нагороди та номінації
| Рік  | Асоціація                                         | Категорія                                | Робота                | Результат |
| ---- | ------------------------------------------------- | ---------------------------------------- | --------------------- | --------- |
| 1959 | Берлінський міжнародний кінофестиваль (Берлінале) | Надзвичайний приз журі «Срібний ведмідь» | Бухта тигрів          | Перемога  |
| 1961 | Премія BAFTA                                      | Найкраща британська актриса              | Поліанна              | Номінація |
| 1961 | Laurel Awards                                     | Top Female New Personality               |                       | Перемога  |
| 1961 | Оскар                                             | Ювенальна премія                         | Поліанна              | Перемога  |
| 1961 | Золотий глобус                                    | New Star of the Year — Actress           |                       | Перемога  |
| 1962 | Премія «Золотий глобус»                           | Найкраща жіноча роль — мюзикл/комедія    | Пастка для батьків    | Номінація |
| 1962 | Премія BAFTA                                      | Найкраща британська актриса              | Whistle Down the Wind | Номінація |
| 1964 | Премія «Золотий глобус»                           | Найкраща жіноча роль — мюзикл/комедія    | Літня магія           | Номінація |